# Едмонд (Оклахома)
Едмонд (енгл. Edmond) град је у америчкој савезној држави Оклахома.

## Демографија
По попису из 2010. године број становника је 81.405, што је 13.09 (19,2%) становника више него 2000. године.
| Група             | 2000.          | 2010.          |
| Белци             | 58.104 (85,1%) | 65.076 (79,9%) |
| Афроамериканци    | 2.760 (4,0%)   | 4.500 (5,5%)   |
| Азијати           | 2.225 (3,3%)   | 2.619 (3,2%)   |
| Хиспаноамериканци | 1.881 (2,8%)   | 4.144 (5,1%)   |
| Укупно            | 68.315         | 81.405         |